# Euchloe lessei
Euchloe lessei är en fjärilsart som beskrevs av Georges Bernardi 1957. Euchloe lessei ingår i släktet Euchloe och familjen vitfjärilar.
Artens utbredningsområde är Iran. Inga underarter finns listade i Catalogue of Life.